# Vatairea lundellii
Vatairea lundellii es una especie que pertenece a la familia Fabaceae, algunos de sus nombres comunes son: Tinco (sur de Veracruz, Tabasco, Chiapas, Campeche, Quintana Roo); canyultilta (Chiapas); sacacera (Chiapas); picho (sur de Veracruz); amargoso (norte de Oaxaca); Cocobolo de San Carlos (Costa Rica).

## Descripción
Son árboles medianos a grandes, miden hasta 30 m de alto; tronco fúlcreo en la base (raíces aéreas que sirven de sostén). Hojas de 14–46 cm de largo; folíolos 11–25, de 4,5–12 cm de largo y 2,5–4,5 cm de ancho, ápice agudo a acuminado.
Inflorescencias con flores numerosas, pedicelos 3,5–5 mm de largo, brácteas lanceoladas, 4–7 mm de largo, caducas; flores de color morado, vistosas; hipanto turbinado-campanulado, 1,5–2,5 mm de largo, cáliz algo bilabiado con lobos 4–6 mm de largo; estambres 10, filamentos 15–17 mm de largo, anteras 0,7–1,2 mm de largo; gineceo subfalcado con ovario 1-ovulado, lateralmente ensanchado, densamente tomentoso, estipitado, estilo corto, subcilíndrico, estigma terminal, pequeño.
Frutos samaroides (fruto seco con un expiación en forma de membrana), 8–13 cm de largo, con un ala distal bien desarrollada, 2,5–3 cm de ancho, indehiscentes, cafés, obviamente estipitados; semilla 1, ovada, 18–24 mm de largo y 14–18 mm de ancho.

## Distribución y hábitat
Selva alta perennifolia, selva alta subperennifolia, selva mediana perennifolia y subperennifolia. Se encuentra a una altitud de 0 – 500 m s. n. m. México (Oaxaca, Veracruz, Tabasco, Chiapas) Belice, Guatemala, El Salvador, Honduras, Nicaragua, Costa Rica, Panamá.

## Estado de conservación
Esta especie tiene una categoría de especie Peligro de extinción (P) según la NOM-059-ECOL-2010.